# Bakel (Senegal)
Bakel è un centro abitato del Senegal, situato nella Regione di Tambacounda e capoluogo del Dipartimento di Bakel.